# Цёберн
Цёберн (нем. Zöbern) — коммуна в Австрии, в федеральной земле Нижняя Австрия. 
Входит в состав округа Нойнкирхен.  Население составляет 1465 человек (на 31 декабря 2005 года). Занимает площадь 31,53 км². Официальный код  —  31848.

## Политическая ситуация
Бургомистр коммуны — Йохан Нагль (АНП) по результатам выборов 2005 года.
Совет представителей коммуны (нем. Gemeinderat) состоит из 19 мест.
- АНП занимает 14 мест.
- СДПА занимает 5 мест.